# 蒂斯塔·塞塔尔瓦德
蒂斯塔·塞塔尔瓦德（英語：Teesta Setalvad，1962年2月9日—）女，印度马哈拉施特拉邦孟买人，印度人权活动家、记者。

## 生平
1983年，毕业于孟买大学，获得哲学学位，并开始当记者。2002年4月1日，她和丈夫以及其他一些孟买市民一起创办了一个名为“争取正义与和平的公民”（Citizens for Justice and Peace，缩写CJP）的NGO。2004年4月，印度最高法院对CJP提起的上诉作出判决，将“最好面包店案”移交马哈拉施特拉邦重新调查。印度最高法院同时推翻了对21名被告的无罪判决。
塞塔尔瓦德指责印度总理纳伦德拉·莫迪在2002年主政古吉拉特邦时屠杀穆斯林，应受审判，但莫迪否认与此有关。2015年4月初，莫迪在一场演讲中质问法官们，印度司法部是否已被“五星级活动分子们”操纵。外界普遍猜测此话是针对塞塔尔瓦德。2015年4月中旬，古吉拉特邦一位部长帕特尔（Rajnikant Patel）表示，塞塔尔瓦德的非政府组织Sabrang滥用福特基金会资金，引发“社会不和谐”，并且“在国外展开反印度宣传”。2015年4月23日，印度媒体公布了印度内政部给印度储备银行（印度的中央银行）的信，信中要求将福特基金会列入一份监控名单，以确保福特基金会的捐款都给了“真正关心社会福利的活动家，并且不向威胁国家安全和利益的问题妥协”。